# Carayonemidae
Carayonemidae (лат.) — семейство червецов подотряда Sternorrhyncha. Неотропика. Встречаются в Южной и Центральной Америке. 4 малоизученных вида, пойманных в ловушки Берлезе в лесной подстилке и мхах. Предположительно, представители этого семейства близки к пластинчатым червецам (Ortheziidae) и адаптированы к полуводным средам обитания

## Систематика
4 монотипических рода.
- Baloghicoccus costaricensis Kozár & Koncz-Benedicty, 2000 — Коста-Рика[3]
- Carayonema orousseti Richard, 1986 — Французская Гвиана[1]
- Foldicoccus monikae Kozár & Koncz-Benedicty, 2000 — Бразилия[3]
- Mahunkacoccus mexicoensis Kozár & Koncz-Benedicty, 2000 — Мексика[3]